# Communauté de communes Terres de Cœur
La Communauté de communes Terres de Cœur est une ancienne communauté de communes française, située dans le département du Cher et l'arrondissement de Saint-Amand-Montrond.

## Composition
Elle regroupait les 4 communes suivantes :
- Ids-Saint-Roch
- Ineuil
- Saint-Hilaire-en-Lignières
- Touchay

## Compétences
- Assainissement non collectif
- Collecte des déchets des ménages et déchets assimilés
- Traitement des déchets des ménages et déchets assimilés
- Activités sociales
- Création, aménagement, entretien et gestion de zone d'activités industrielle, commerciale, tertiaire, artisanale ou touristique
- Établissements scolaires
- Activités péri-scolaires
- Activités culturelles ou socioculturelles
- Schéma de secteur
- Plans locaux d'urbanisme
- Constitution de réserves foncières
- Création, aménagement, entretien de la voirie
- Tourisme

## Historique
La communauté de communes a été dissoute le 31 décembre 2012 pour fusionner avec deux autres EPCI et former la communauté de communes Terres du Grand Meaulnes.

## Sources
- La base Aspic (Accès des services publics aux informations sur les collectivités) pour le département du Cher
- [PDF] La Communauté de communes Terres de Cœur sur la base Banatic (Base nationale d'informations sur l'intercommunalité)